# Uloborus jabalpurensis
Espèce
Uloborus jabalpurensis est une espèce d'araignées aranéomorphes de la famille des Uloboridae.

## Distribution
Cette espèce est endémique d'Inde,. Elle se rencontre au Madhya Pradesh vers Jabalpur et au Maharashtra vers Jalgaon.

## Description
La femelle holotype mesure 5,10 mm.
Le mâle décrit par Maheshwari, Marathe, Patil et Chopda en 2019 mesure 3,48 mm et la femelle 4,75 mm.

## Étymologie
Son nom d'espèce, composé de jabalpur et du suffixe latin -ensis, « qui vit dans, qui habite », lui a été donné en référence au lieu de sa découverte, Jabalpur.

## Publication originale
- Bhandari & Gajbe, 2001 : Description of four new species of spiders of the families Uloboridae, Philodromidae, Gnaphosidae and Lycosidae (Arachnida: Araneae) from Madhya Pradesh, India. Records of the Zoological Survey of India, vol. 99, p. 87-93 (texte intégral).